# Luigi Lanzi
Pour les articles homonymes, voir Lanzi.
Luigi Lanzi (Montecchio, aujourd'hui Treia, 1732 - Florence, 1810) est un archéologue, ecclésiastique, homme de lettres et historien de l'art italien considéré comme le  père de l'historiographie moderne.

## Biographie
Luigi Lanzi naît d’une famille  originaire de  Montolmo, aujourd’hui Corridonia. Il montre de bonne heure un penchant pour les lettres. La connaissance des classiques grecs et latins devient sa passion. Cicéron est son auteur favori et le connaissait presque par cœur. Parmi les écrivains nationaux, les modèles qu’il choisit sont ceux de Dante pour la poésie et Firenzuola pour la prose. 
Il enseigne successivement la rhétorique dans plusieurs villes, et s’est fait connaître comme professeur et écrivain, lorsque la suppression de son ordre lui ouvre une carrière scientifique. Le grand-duc de Toscane, Pierre-Léopold, le nomme, en 1773, sous-directeur du musée des Offices, dont il devient conservateur (Antiquario) en 1776. Il enrichie les collections par de nombreuses acquisitions et crée le Cabinet étrusque. L’abbé Lanzi est chargé de diriger toutes les améliorations et commet en 1782 le Guide de la galerie de Florence, imprimé cette même année à Pise, et inséré au t. XLVI du Journal des savants publié dans cette ville. 
Quelques années plus tard, Lanzi publie son Essai sur la langue étrusque, qui le fait apparaître comme le créateur de cette branche d’érudition,,. On peut dire que cet ouvrage mit fin à l’étruscomanie érudite, mais fantaisiste, et fut la première des recherches étruscologiques conduites avec une rigueur scientifique. Les deux Traités de paléographie grecque et latine qui s’y trouvent joints, renferment la panoplie nécessaire pour pouvoir lire les inscriptions les plus anciennes. Ce travail est loué par des savants comme Barthelemy, Eckhel, Heyne, Visconti. 
L’abbé Luigi Gaetano Marini que Lanzi aida dans l’explication des inscriptions de’ fratelli Arvali, le nomme le Varron du XVIIIe siècle. Lanzi confirme sa réputation par son Histoire de la peinture en Italie. Il en publie le premier essai à Florence en 1792, et une édition plus ample à Bassano en 1796. Jusqu’à la fin de sa vie, il s’occupe à améliorer un livre auquel il attache sa réputation. Cette Histoire est divisée par écoles : l’auteur y remonte jusqu’aux artistes florentins du XIIe siècle, qu’il regarde comme les conservateurs des beaux-arts en Italie ; il redescend ensuite jusqu’au XVIIIe siècle, en suivant toutes les vicissitudes des diverses écoles de la peinture.
Les jugements qu’il porte sur une multitude de peintres dont il apprécie les talents et les principes montrent que Brutus de Cicéron et les Institutions de Quintilien sont les modèles dont il s’efforce d’approcher. Après avoir mis la dernière main à cet ouvrage, l’abbé Lanzi conçoit le projet de publier un nouveau Guide de la galerie de Florence, divisé en deux volumes et un projet de recueil sous le titre d’Opuscoli di accademici italiani relativi a Storia antiquaria e lingue antiche ; mais il se contente de publier trois Dissertations sur des vases étrusques, qui devaient en former le premier volume.

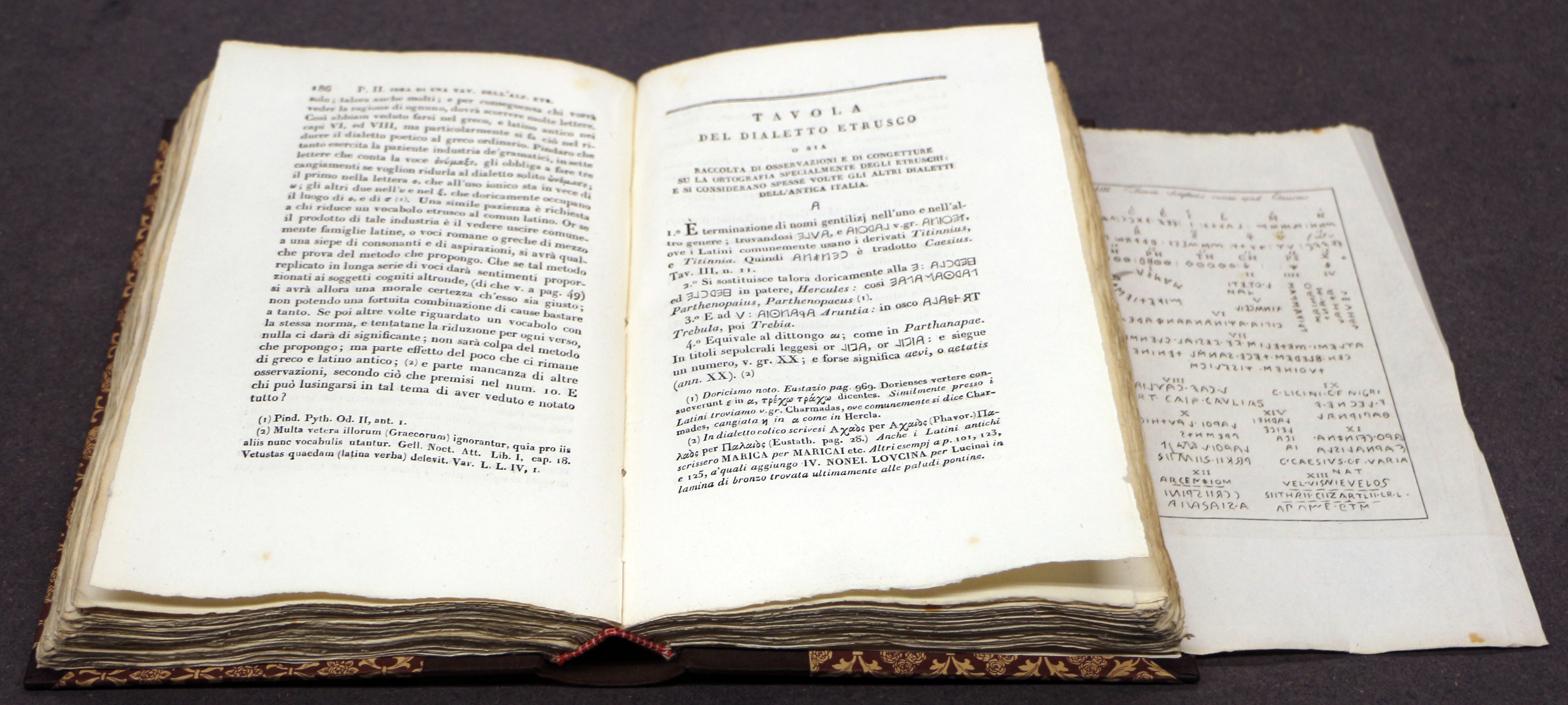
Saggio di lingua etrusca (1789)

Lanzi, à plusieurs occasions, avait composé pour célébrer divers événements publics, des inscriptions latines , imitations des inscriptions antiques publiées dans des recueils périodiques d’Italie. Il publie ces inscriptions en 1807, avec quelques pièces de vers de sa composition. L’édition de cet ouvrage terminé, il produit un Commentaire sur le Poème des travaux et des jours d’Hésiode.
Pour ne pas perdre le fruit de ses lectures et de ses observations, il avait formé des répertoires par ordre alphabétique, dans lesquels il écrivait tout ce qui lui semblait digne de remarque. Quand il voyageait, il les emportait avec lui et les enrichissait de la description de tous les monuments antiques et des chefs-d’œuvre de l’art, particulièrement de la peinture, qu’il rencontrait. En 1808 il devient président de l'Accademia della Crusca. Sur la fin de sa vie, il compose cinq petits ouvrages de dévotion. Homme âgé, il subit plusieurs attaques d’apoplexie et meurt à Florence 31 mars 1810.
Il est enterré dans la Basilique Santa Croce de Florence, où un monument est consacré à sa mémoire auprès de celui de Michel-Ange.

## Posterité
Giovanni Battista Zannoni, sous-bibliothécaire de la Magliabecchiana, a composé en italien un éloge de Lanzi, et l’abbé Mauro Boni a aussi donné sur lui une notice qui a été traduite en français dans les Annales encyclopédiques (1817, t. IV, pag. 72) : on y a son portrait, son épitaphe en style lapidaire (par Morcelli) et la liste de ses ouvrages, au nombre de vingt-huit.

## Ouvrages principaux

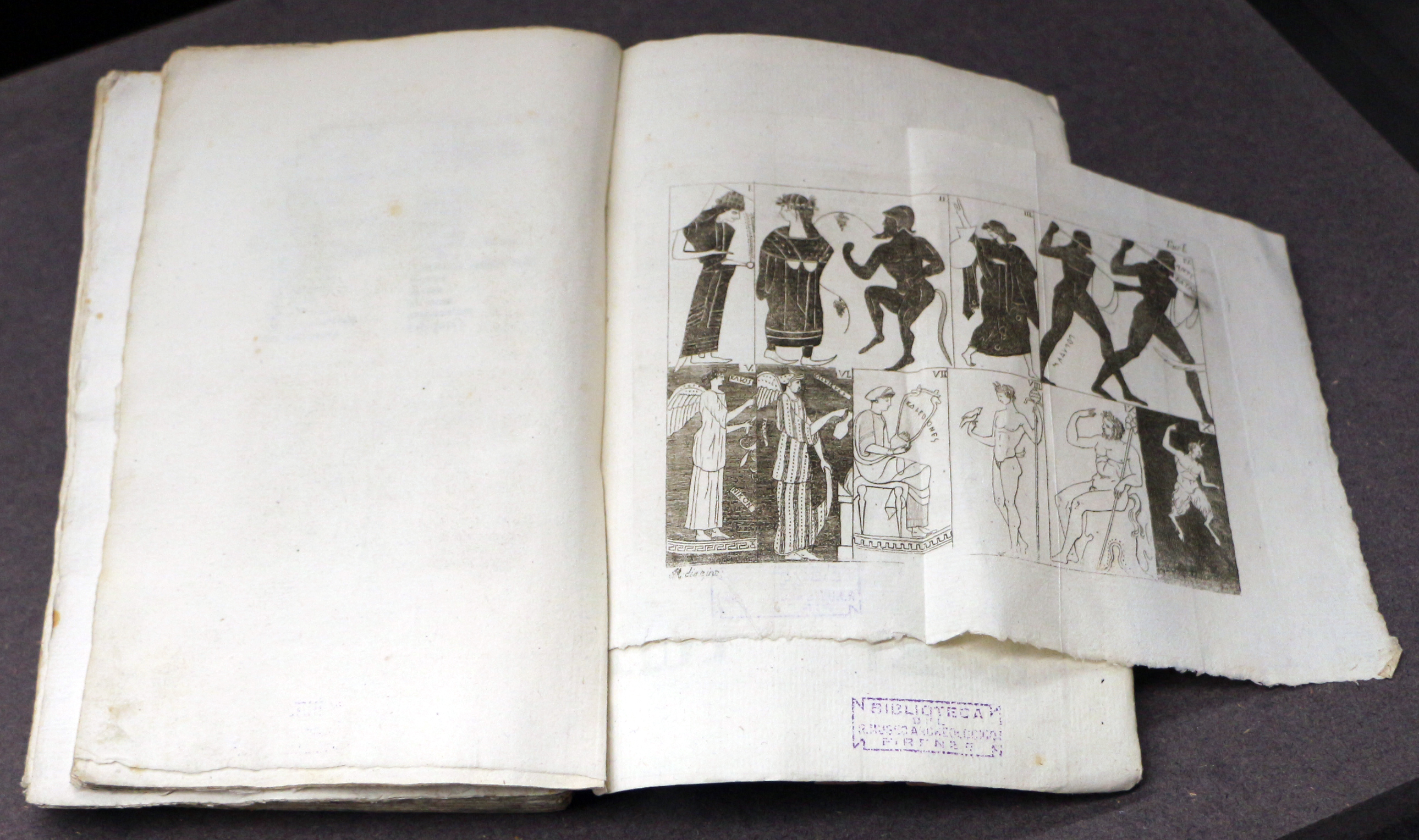
De' vasi antichi dipinti, volgarmente chiamati etruschi (1806)

- Saggio di lingua etrusca, e di altre antiche d’Italia, per servire alla storia de’ popoli, delle lingue et delle arti, Rome, 1789, 3 vol. in-8° avec pl.
- De’ vasi antichi dipinti, chiamati etruschi, dissertazioni tre. Opuscoli raccolti da accademici italiani relativi a Storia antiquaria e lingue antiche che servono ad illustrarle, Florence, 1806, in 8°.
- Illustrazione di due vasi fittili ed altri monumenti recentemente trovati in Pesto, communicata alla inclita accademia italiana di scienze, lettere ed arti, Rome, 1809, in-fol.
- Storia pittorica della Italia, dal risorgimento delle belle arti fin presso al fine del XVIII secolo, Bassano, 1809, 6 vol. in-8°, troisième édition publiée par les soins de J. de Lazara et de B. Gamba. Histoire de la peinture en Italie, depuis la renaissance des Beaux-Arts jusques vers la fin du XVIIIe siècle]., Seguin & Dufart, Paris, 1824, 5 vol. in-8°, traduction (depuis la troisième édition) par Mme Armande Dieudé
- Di Esiodo Ascreo i Lavori e le Giornate, opera con 4 codici riscontrata, emendata, la versione latina, aggiuntavi l’italiana in terze rime, con annotazioni, Florence, 1808, in-4°.
- Opere postume dell’abate D. Luigi Lanzi, ibid., 1817, 2 vol. in-4°.